# Eugene Jarosewich
Eugene (Gene) Jarosewich (n. 6 ianuarie 1926 – d. 30 aprilie 2007) a fost un chimist ce a activat în cadrul Departamentului de Științe Minerale de la Institutul Smithsonian. Gene a fost cunoscut în întreaga lume pentru analizele chimice în stare umedă asupra meteoritilor. Lucrand cu specimene din Colectia Nationala de Minerale, Gene si colegii sai au dezvoltat, de asemenea, un set de standarde utilizate in mod obisnuit pentru analizele cu ajutorul microprobe electronice . 
Mineralul Jarosewichit și asteroidul 4320 Jarosewich sunt denumite în cinstea sa. 